# レアルコ・グエッラ

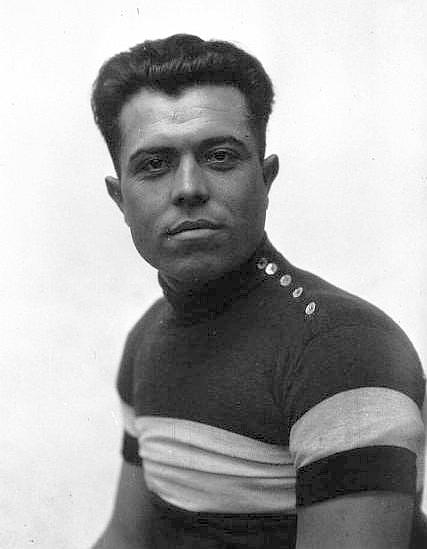
レアルコ・グエッラ

レアルコ・グエッラ（Learco Guerra、1902年10月14日 - 1963年2月7日）は、イタリア、バニョーロ・サン・ヴィートの名自転車競技選手。

## 経歴
現役時代、人間機関車の異名を取った名レーサー。
1928年、26歳でプロデビュー。1931年の世界選手権・プロロードレースを優勝。1934年のジロ・デ・イタリアでは何と区間10勝を挙げ、総合優勝を果たした。
年間最多勝利数記録72（ワンデイレース及びステージレースの区間優勝記録）を長らく保持し、1970年代に入るまで破られることはなかった。また、当時のファシスト政権下では英雄視されたという。
1943年に現役を引退。引退後は指導者として、ユーゴ・コブレやシャルリー・ゴールらを輩出した。1963年2月7日、パーキンソン病により他界。

## 主な戦績
1930年
ジロ・デ・イタリア:
総合9位
第8、11ステージ優勝
 イタリア国内選手権・個人ロードレース 優勝
ツール・ド・フランス:
総合2位
マイヨ・ジョーヌ 7日間保持
第2、13、15ステージ優勝
1931年
ジロ・デ・イタリア:
第1、2、7、8ステージ優勝
 世界選手権・プロロードレース優勝
 イタリア国内選手権・個人ロードレース 優勝
1932年
ジロ・デ・イタリア:
総合4位
第1、4、6、8、9、13ステージ優勝
 イタリア国内選手権・個人ロードレース 優勝
1933年
ジロ・デ・イタリア:
第1、3、5ステージ優勝
ミラノ〜サンレモ 優勝
 イタリア国内選手権・個人ロードレース 優勝
ツール・ド・フランス:
総合2位
第2、6、7、18ステージ優勝
1934年
ジロ・デ・イタリア:
 総合優勝
第2、3、4、5、6、9、10、11、12、14ステージ優勝
ジロ・デル・ピエモンテ優勝
 イタリア国内選手権・個人ロードレース 優勝
ジロ・ディ・ロンバルディア優勝
1935年
ジロ・デ・イタリア:
総合4位
第3、4、7、8、10ステージ優勝
アントウェルペン6日間レース 優勝
1937年
ジロ・デ・イタリア:
第9ステージ優勝
1940年
 イタリア国内選手権・個人ロードレース 優勝